# Jaap Mulder (politicus)
Jakob (Jaap) Mulder (Oudemirdum, 29 januari 1933 – Bergum, 18 april 2016 ) was een Nederlands politicus van de ARP en later het CDA.
In 1952 werd hij de directeur van het Christelijk Vakantiecentrum in Sondel wat hij tot 1972 zou blijven. Daarnaast studeerde hij; eerst voor het staatsexamen hbs en daarna is hij in 1967 afgestudeerd in de sociologie aan de Rijksuniversiteit Groningen. Vanaf 1967 was hij maatschappijleraar aan de pedagogische academies in Sneek en Dokkum. Bovendien was hij van 1966 tot 1972 lid van de  gemeenteraad van Gaasterland. In 1970 werd hij gekozen in de Provinciale Staten van Friesland en in 1975 trad hij toe als lid van de Gedeputeerde Staten. In september 1986 werd Mulder benoemd tot de burgemeester van Tietjerksteradeel en in juni 1996 ging hij daar vervroegd met pensioen. Hij overleed in 2016 op 83-jarige leeftijd.
Hij was officier in de Orde van Oranje Nassau en onderscheiden met de erepenning van de Tietjerksteradeel.
- International Standard Name Identifier: 0000 0003 8849 5345
- Nederlandse Thesaurus van Auteursnamen: 069876533
- Virtual International Authority File: 281670241
- WorldCat: E39PBJdmfmvbvD7mG8GXJRRVG3